# Айен
Айен (фр. Ayen, окс. Aiént) — коммуна во Франции, в департаменте Коррез, региона Новая Аквитания.

## География
Муниципалитет Айен находится в 19 километрах северо-западнее города Брив-ла-Гайард. К востоку от него лежит коммуна Сен-Сиприен, к югу — коммуна Перпезак-ле-Блан, к западу — Сен-Робер. Центр региона Лимузен, Лимож, находится в 67 километрах севернее Айена. Через территорию коммуны протекает река Элле.

## История
Айен впервые письменно упоминается в 1025 году. Название местечка — кельтского происхождения и на галльском языке переводится как «скала». Около 850 года виконт Лиможа возводит на холме Айен замок (мот). В то время и позднее Эян являлся владением фамилии Бернар, давшей нынешнее название местечку ок. 1000 года. Церковный приход Айена относился к монастырю Солиньяк на Верхней Вьенне.
Приходская церковь Сен-Маделейн XIV века содержит в своих стенах особые ниши (Enfeus), где находились захоронения высокопоставленных особ. Эта церковь и сохранившиеся в ней Enfeus были признаны в 1900 году памятником исторического значения (Monuments historiques), как и остатки замка на холме (с 1990 года). В Айене находится также краеведческий музей.

## Хозяйство
Основой экономики является обслуживание туристов, так как Айен является природным («зелёным») курортом. Также здесь развиты виноградарство и виноделие, выращивание фруктов, разведение мелкого домашнего скота.